# Śrem (gemeente)
De gemeente Śrem is een stad- en landgemeente in het Poolse woiwodschap Groot-Polen, in powiat Śremski.
De zetel van de gemeente is in Śrem.
Op 30 juni 2004 telde de gemeente 39 652 inwoners.

## Oppervlakte gegevens
In 2002 bedroeg de totale oppervlakte van gemeente Śrem 206,19 km², waarvan:
- agrarisch gebied: 71%
- bossen: 16%

De gemeente beslaat 35,88% van de totale oppervlakte van de powiat.

## Demografie
Stand op 30 juni 2004:
| Omschrijving                   | Totaal | Totaal | Vrouwen | Vrouwen | Mannen | Mannen |
| ------------------------------ | ------ | ------ | ------- | ------- | ------ | ------ |
| eenheid                        | aantal | %      | aantal  | %       | aantal | %      |
| inwoners                       | 39 652 | 100    | 20 413  | 51,5    | 19 239 | 48,5   |
| bevolkingsdichtheid (inw./km²) | 192,3  | 192,3  | 99      | 99      | 93,3   | 93,3   |

In 2002 bedroeg het gemiddelde inkomen per inwoner 1120,38 zł.

## Aangrenzende gemeenten
Brodnica, Czempiń, Dolsk, Kórnik, Krzywiń, Książ Wielkopolski, Zaniemyśl